# Crosby (Mississipi)
Crosby és una població dels Estats Units a l'estat de Mississipi. Segons el cens del 2000 tenia 360 habitants.

## Demografia
Segons el cens del 2000, Crosby tenia 360 habitants, 131 habitatges, i 96 famílies. La densitat de població era de 65,6 habitants per km².
Dels 131 habitatges en un 34,4% hi vivien nens de menys de 18 anys, en un 38,2% hi vivien parelles casades, en un 32,8% dones solteres, i en un 26,7% no eren unitats familiars. En el 22,9% dels habitatges hi vivien persones soles el 10,7% de les quals corresponia a persones de 65 anys o més que vivien soles. El nombre mitjà de persones vivint en cada habitatge era de 2,75 i el nombre mitjà de persones que vivien en cada família era de 3,27.
Per edats la població es repartia de la següent manera: un 31,1% tenia menys de 18 anys, un 10% entre 18 i 24, un 24,4% entre 25 i 44, un 21,9% de 45 a 60 i un 12,5% 65 anys o més.
L'edat mediana era de 34 anys. Per cada 100 dones de 18 o més anys hi havia 74,6 homes.
La renda mediana per habitatge era de 15.417 $ i la renda mediana per família de 16.917 $. Els homes tenien una renda mediana de 23.542 $ mentre que les dones 15.313 $. La renda per capita de la població era de 6.763 $. Entorn del 42,1% de les famílies i el 47,4% de la població estaven per davall del llindar de pobresa.

## Poblacions més properes
El següent diagrama mostra les poblacions més properes.